# Eucalyptus intertexta
Eucalyptus intertexta là một loài thực vật có hoa trong Họ Đào kim nương. Loài này được R.T.Baker mô tả khoa học đầu tiên năm 1900.